# جامعة كاميرون
جامعة كاميرون هي جامعة عامة في لوتون، أوكلاهوما. تقدم أكثر من 50 درجة من خلال برامج البكالوريوس والدراسات العليا. تؤكد برامج الدرجات العلمية على الفنون الحرة والعلوم والتكنولوجيا والدراسات العليا والمهنية. تأسست عام 1908، بعد فترة وجيزة من قبول أوكلاهوما كدولة، كواحدة من ست مدارس ثانوية زراعية في المنطقة الريفية إلى حد كبير.

## تاريخ
أنشأت الهيئة التشريعية في أوكلاهوما ست مدارس ثانوية زراعية في كل منطقة قضائية في عام 1908، بعد عام من قيام الدولة. تم اختيار لوتون على أناداركو في أبريل 1909 لتلقي المدرسة الثانوية. كانت المدينة قد خصصت بالفعل جزءًا من الأرض لتطوير مؤسسة للتعليم العالي. نظمت جمعية تحسين الجامعة، تحت رعاية غرفة التجارة في لوتون الجهود للحصول على 220 أكر (89 ها) من الأرض على بعد ميلين (ثلاثة كيلومترات) غرب المدينة. كان هدفها الأصلي هو تأمين كلية معمدانية خاصة. تعثرت الترتيبات مع المعمدانيين في صيف عام 1908. اقتربت الكنيسة الكاثوليكية من الجمعية بعرض لتأسيس مؤسسة ذكور فقط في الموقع. تم رفض هذه الخطة من قبل قادة البلدة، الذين كانوا في الغالب بروتستانت.
ما كان يعرف باسم مدرسة ولاية كاميرون للزراعة تم تسميته باسم القس. إد كاميرون، قس معمداني وأول مشرف دولة للمدارس في أوكلاهوما. عقدت الصفوف الأولى في يوم الدولة، 16 نوفمبر 1909، في الطابق السفلي من مبنى البنك، بينما كان يتم تشييد مبنى جديد للحرم الجامعي.
في عام 1927 أضافت كاميرون فصولًا على مستوى الكلية الإعدادية إلى عروض المدرسة، عندما تجاوزت احتياجات التعليم العالي المحلي ما كان متاحًا في جنوب غرب أوكلاهوما. مع هذا التوسع، تمت إعادة تسمية المؤسسة باسم كلية كاميرون الحكومية الزراعية. بحلول عام 1941، تم إسقاط الفصول الإعدادية بالمدرسة الثانوية. تم تصنيف كاميرون فقط على أنها كلية صغيرة في ذلك العام، عندما تم تشكيل نظام التعليم العالي بولاية أوكلاهوما وانضمت إلى مجموعة المؤسسات التي يحكمها مجلس حكام أوكلاهوما إيه آند إم كليات.
استنادًا إلى التطوير الإضافي للبرامج والمناهج الدراسية، أقر التشريع في عام 1966 مشروع قانون يخول حكام ولاية أوكلاهوما للتعليم العالي للسماح للكلية بمنح درجات البكالوريا. تم اختصار اسم المؤسسة إلى كلية كاميرون في عام 1971، ومع المزيد من التوسع في البرنامج، تغيرت إلى جامعة كاميرون في عام 1974. في السبعينات أظهرت كاميرون تفانيها في العروض الأكاديمية الموسعة من خلال بناء مرفق للفنون الجميلة مصمم لخدمة الطلاب في المسرح والموسيقى والإذاعة والتواصل الكلامي.
شغل الدكتور دونالد جيه أوين منصب رئيس الكلية من عام 1969 إلى عام 1980. بعد تخرجه من كاميرون، عمل أوين على بناء برامج أكاديمية وتطوير العلاقات مع مجتمع لوتون، بالإضافة إلى نظام جامعة ولاية أوكلاهوما، الذي سقطت بموجبه الجامعة خلال فترة ولايته. تميزت فرق كاميرون الرياضية، وخاصة كرة القدم وكرة السلة، خلال تلك الفترة. تم بناء مقر إقامة الرئيس الجديد في جور بوليفارد، غرب الحرم الجامعي.
في عام 1988، وسعت ولاية ريجيس وظائف كاميرون لتشمل عروض الخريجين على مستوى درجة الماجستير. كان هذا هو التغيير الأول الممنوح لمؤسسة في أوكلاهوما منذ أن مُنحت كاميرون سلطة تقديم درجات البكالوريوس قبل أكثر من 20 عامًا. في التسعينات أصبحت جامعة كاميرون تحت مجلس أمناء جامعة أوكلاهوما.
كان دون ديفيس رئيسًا لجامعة كاميرون من 1980 إلى 2002. كان والده، كلارنس ل.ديفيس، رئيسًا للجامعة من 1957 إلى 1960. عندما كان طفلاً، عاش ديفيس في منزل الرئيس في الحرم الجامعي مع والديه وأخته. بصفته مشرعًا سابقًا من لوتون، كان ديفيس قادرًا على تأمين التمويل للجامعة الذي دعمها في التطور كمعهد رئيسي للتعليم العالي في جنوب غرب أوكلاهوما. أيضًا خلال فترة ديفيس تم إنشاء محطة إذاعية كلاسيكية. تحدث العديد من العلماء المشهورين، بما في ذلك ريتشارد ليكي وكورنيل ويست في مهرجان كاميرون الأكاديمي السنوي.
في مايو 2004، تولى كاميرون إدارة مركز دنكان للتعليم العالي في دنكان، أوكلاهوما. تم تغيير اسمها إلى جامعة كاميرون - دنكان.

### الرؤساء
منذ تأسيسها عام 1908، كان لجامعة كاميرون 17 رئيسًا.
- جي أيه لاينر، 1908-1912
- رالف ك.روبرتسون، 1912-1913
- إي إم فروست، 1913
- روبرت ب. شورت، 1913-1914
- إيه سي فارلي، 1914-1920
- إيه إي ويكيزر، 1920-1923
- جون جي مارس، 1923-1927
- جون كوفي1927-1931
- تشارلز إم كونويل، 1931-1946
- كلارنس إتش بريدلوف، 1946-1947
- جيم فيرنون هويل، 1947-1957
- كلارنس إل ديفيس، 1957-1960
- ريتشارد ب. بورتش، 1960-1969
- دون جيه أوين، 1969-1980
- دون سي ديفيس، 1980-2002
- سيندي روس، 2002-2013
- جون إم ماك آرثر، 2013 حتى الآن

## الاعتماد الاكاديمي
جامعة كاميرون معتمدة من لجنة التعليم العالي. تم اعتماد درجات البكالوريوس في المحاسبة وبكالوريوس إدارة الأعمال والماجستير في إدارة الأعمال التي تقدمها كلية الدراسات العليا والمهنية من قبل مجلس اعتماد كليات وبرامج إدارة الأعمال.

## الحياة في الحرم الجامعي
يتم تقديم معظم الدورات خلال أيام الأسبوع والمساء. تستخدم الجامعة التلفزيون والإنترنت وشبكة الألياف الضوئية على مستوى الولاية لتقديم دروس في جميع أنحاء العالم. يمكن للطلاب المشاركة في الدراسة المستقلة والتعليم التعاوني والدراسات قبل المهنية وشهادة المعلم وبرنامج تدريب ضباط الاحتياط التابع للجيش. بالإضافة إلى ذلك، تقدم الجامعة برنامجًا مع مرتبة الشرف، والقبول المبكر، والمكانة المتقدمة، وبرامج الاختبار على مستوى الكلية. يحتاج حوالي 58% من الطلاب الملتحقين إلى عمل علاجي، حيث أن متوسط درجات برامج الاختبار لديهم هو التاسع في المائة.
توجد مجموعة واسعة من المنظمات ومجموعات المصالح في الحرم الجامعي، بما في ذلك المنظمات الإدارية والأقلية والمنظمات المهنية والسياسية والدينية، والعديد من الجمعيات الفخرية والتكريم. يمكن للطلاب أيضًا المشاركة في الحكومة الطلابية أو مجموعات الكورال أو فرقة موسيقى الجاز أو المسرح أو الحياة اليونانية.

## خريجون متميزون
- بيلي بولتز - لعب 15 موسماً من كرة السلة للمحترفين في اتحاد أمريكا اللاتينية والكاريبي.
- ويليام سي بيلو - عميد في الجيش الأمريكي شغل منصب نائب مدير الحرس الوطني بالجيش.
- جون برانديز - لاعب فرق خاصة بالدوري الوطني لكرة القدم.
- دوج براون - جنرال بالجيش الأمريكي والقائد العام السابق لقيادة العمليات الخاصة الأمريكية.
- مارك كوتني - تامبا باي القراصنة ظهر دفاعي.
- جايسون كريستيانسن - لاعب دوري البيسبول الرئيسي.
- أفيري جونسون - لاعب كرة سلة في الدوري الاميركي للمحترفين والمدرب الحالي لفريق كرة السلة للرجال بجامعة ألاباما. سبق له تدريب فرق بروكلين نيتس ودالاس مافريكس في الدوري الاميركي للمحترفين.
- غاري جونز - سياسي، عين مدققًا ومفتشًا لولاية أوكلاهوما.
- نيت ميلر - لاعب كرة قدم أمريكي.
- شانون - سياسي وأول رئيس أمريكي من أصل أفريقي لمجلس النواب في أوكلاهوما.[8]
- راي جين سميث - لاعب اتحاد كرة القدم الأميركي.
- تشارلز واشنطن - لاعب اتحاد كرة القدم الأميركي ودوري كرة القدم.
- أدريان ويجينز - مدرب كرة السلة النسائي السابق بولاية فريسنو.[9] والمدرب الرئيسي السابق لبرنامج كرة السلة للسيدات في جامعة ميسيسيبي.[10]
- توماس توث - عداء كندي.[11]

## روابط خارجية
- الموقع الرسمي
- موقع ويب كاميرون لألعاب القوى